# Список кавалеров ордена Святого Александра Невского эпохи Петра II

## Кавалеры эпохи Петра II
1. 25 мая 1727 — Меншиков, Александр Александрович, князь, обер-камергер[1][2][3].
2. 29 июня 1727 — Урбанович, Христофор[укр.], генерал-майор. Умер 25 ноября 1731 года.
3. 29 июня 1727 — Шаховской, Алексей Иванович, князь, генерал-майор. Умер 26 апреля 1737 года.
4. 29 июня 1727 — Головкин, Михаил Гаврилович, граф, камергер[1][4].
5. 29 июня 1727 — Голицын, Сергей Дмитриевич, князь, камергер.
6. 29 июня 1727 — Балк-Полев, Павел Фёдорович, камергер и генерал-лейтенант. Умер в 1760 году.
7. август 1727 — Волков, Алексей Яковлевич, генерал-лейтенант.
8. август 1727 — Веддеркоп, Фридрих Христиан[нем.], голштинский конференц и земской советник. Умер в 1756 году.
9. август 1727 — Готтер, Густав Адольф фон[нем.], барон, прусский тайный советник.
10. август 1727 — Лопухин, Степан Васильевич, камергер и генерал-кригскомиссар[5].
11. август 1727 — Шувалов, Иван Максимович, генерал-майор. Умер в июне месяце 1736 года.
12. 12 октября 1727 — Долгоруков, Алексей Григорьевич, князь, действительный статский, потом вскоре действительный тайный советник и Верховного тайного совета член[1][6].
13. 1 января 1728 — Корчмин, Василий Дмитриевич, генерал-майор. Умер в августе 1731 года.
14. 1 января 1728 — Бутурлин, Александр Борисович, камергер[1].
15. 4 января 1728 — Рагузинский-Владиславич, Савва Лукич, граф, княжевич иллирийский, тайный советник. За трактат коммерческий с китайцами на их границе учинённый, и за бытность его в Пекине, получил сей орден. Умер в июне месяце 1738 года[1].
16. 11 февраля 1728 — Долгоруков, Иван Алексеевич, князь, обер-камергер[1][7].
17. 12 июня 1728 — Левашов, Василий Яковлевич, генерал-лейтенант, получил орден за верную и усердную в Персии службу[1].
18. 12 июля 1728 — Наумов, Фёдор Васильевич, тайный советник, умер действительным тайным советником в 1760 году.
19. 12 июня 1728 — Шепелев, Дмитрий Андреевич, обер-гофмаршал[1].
20. 27 августа 1728 — Балк, Фёдор Николаевич, генерал-лейтенант.
21. 30 августа 1728 — Вахтанг Леонович, царь грузинский[1].
22. 30 августа 1728 — Якобо Франциско, герцог де Лириа, испанский в России посол и полномочный министр[1].
23. 19 декабря 1728 — Остерман, Андрей Иванович, барон, действительный тайный советник, вице-канцлер, обер-гофмейстер[1].
24. 25 февраля 1729 — Остерман, Иван Иванович (нем. Johann Christoph Dietrich Ostermann), барон, мекленбургский в России министр, тайный советник, брат вышеупомянутого, по падении которого, поехал он в 1744 году в Германию, где вскоре потом и умер.
25. 25 февраля 1729 — Крамм, Август Адольф[нем.] фон, барон, бланкенбургский посол в России, министр.
26. 25 февраля 1729 — Лефорт, Пётр Петрович, генерал-поручик.
27. 25 февраля 1729 — Измайлов, Иван Петрович, генерал-майор и обер-гофмейстер вдовствующей царицы. Умер в 1754 году.
28. 25 февраля 1729 — Строганов, Александр Григорьевич, барон, камергер и генерал-поручик. Умер в 1758 году.
29. 25 февраля 1729 — Леонтьев, Михаил Иванович, генерал-майор и киевский генерал-губернатор. Умер в 1752 году.